# Yuen Long
Yuen Long (en chino: 元朗区, pinyin: Yuán lǎng qū, en inglés: Yuen Long District, también conocido como Un Long) es un  distrito
de Hong Kong. Está ubicado en la parte noroeste; su área es de 144.5 kilómetros cuadrados y su población es de 578 529 (49% hasta los 15 años, lo más joven de la ciudad).
Tiene la mayor llanura aluvial de la región lo cual es fértil para la siembra de arroz.

## Galería

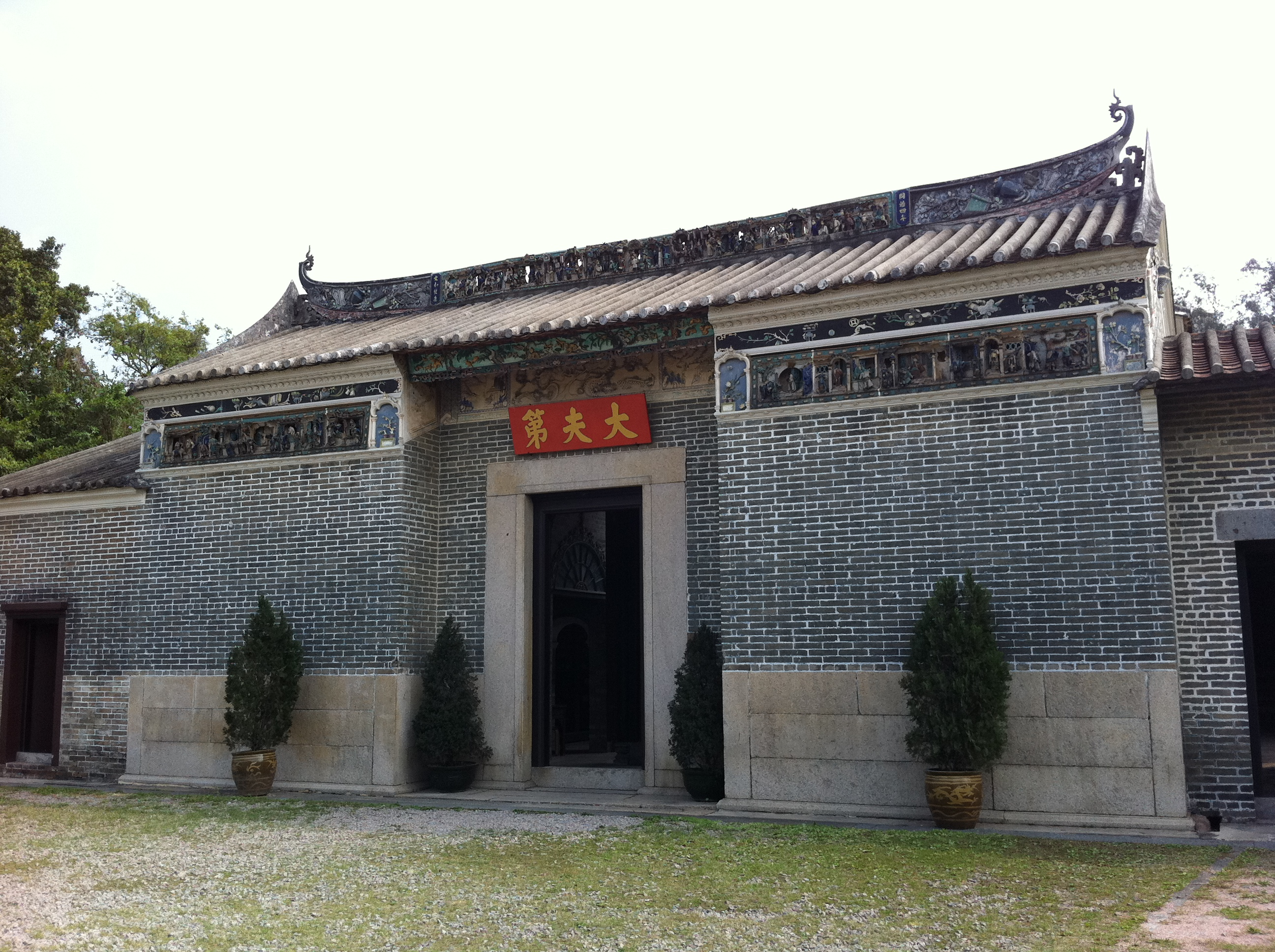
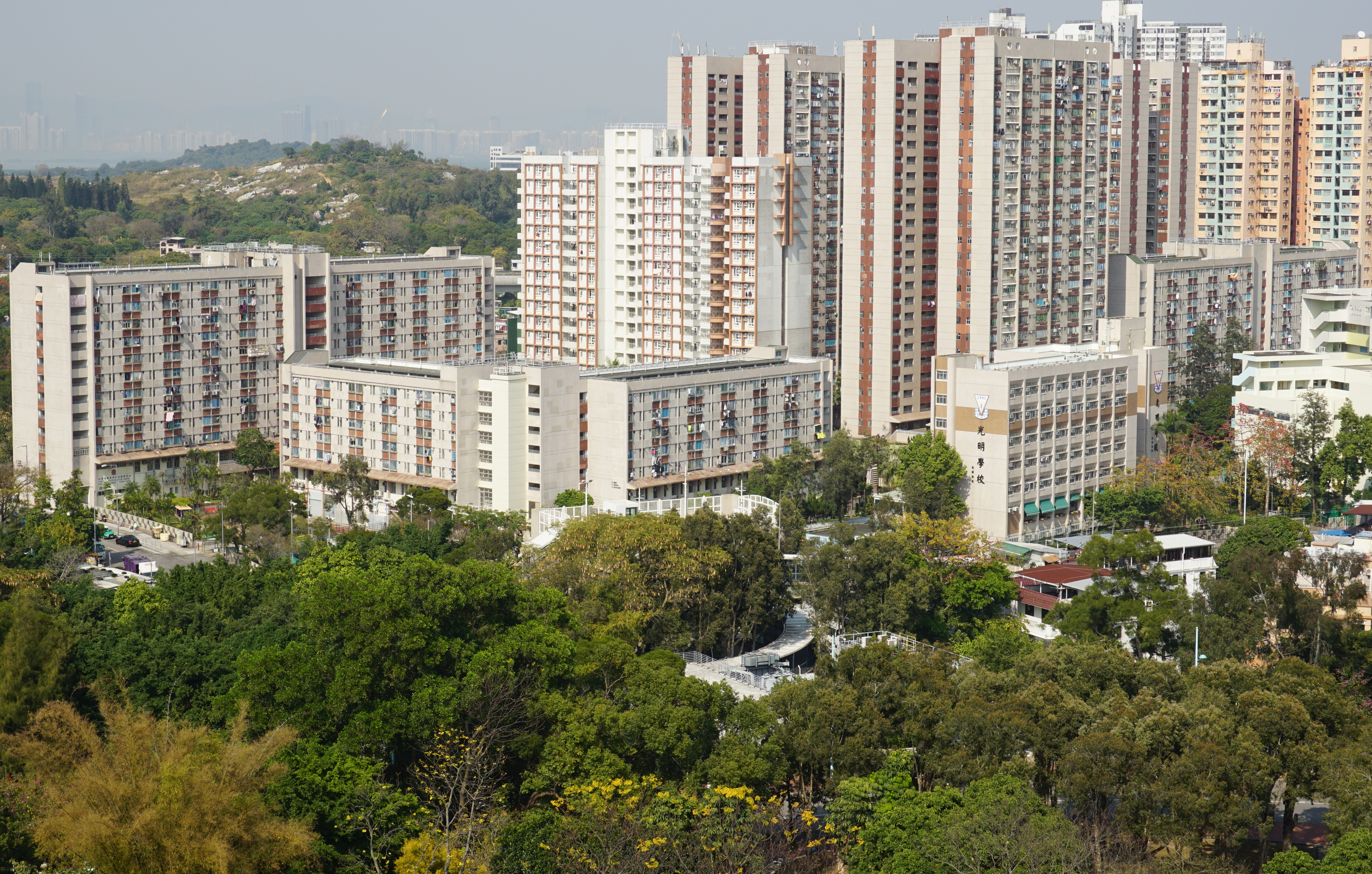
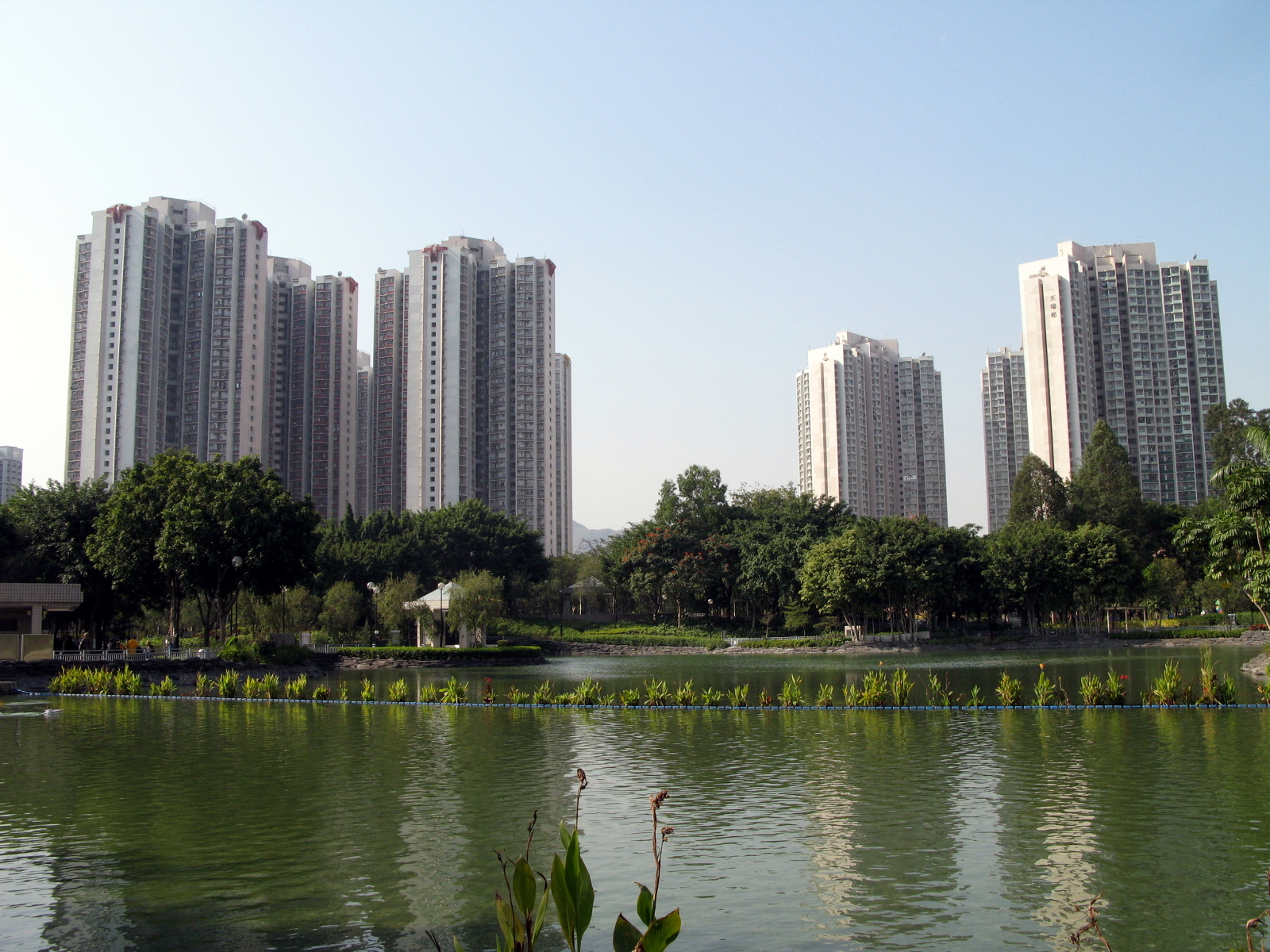
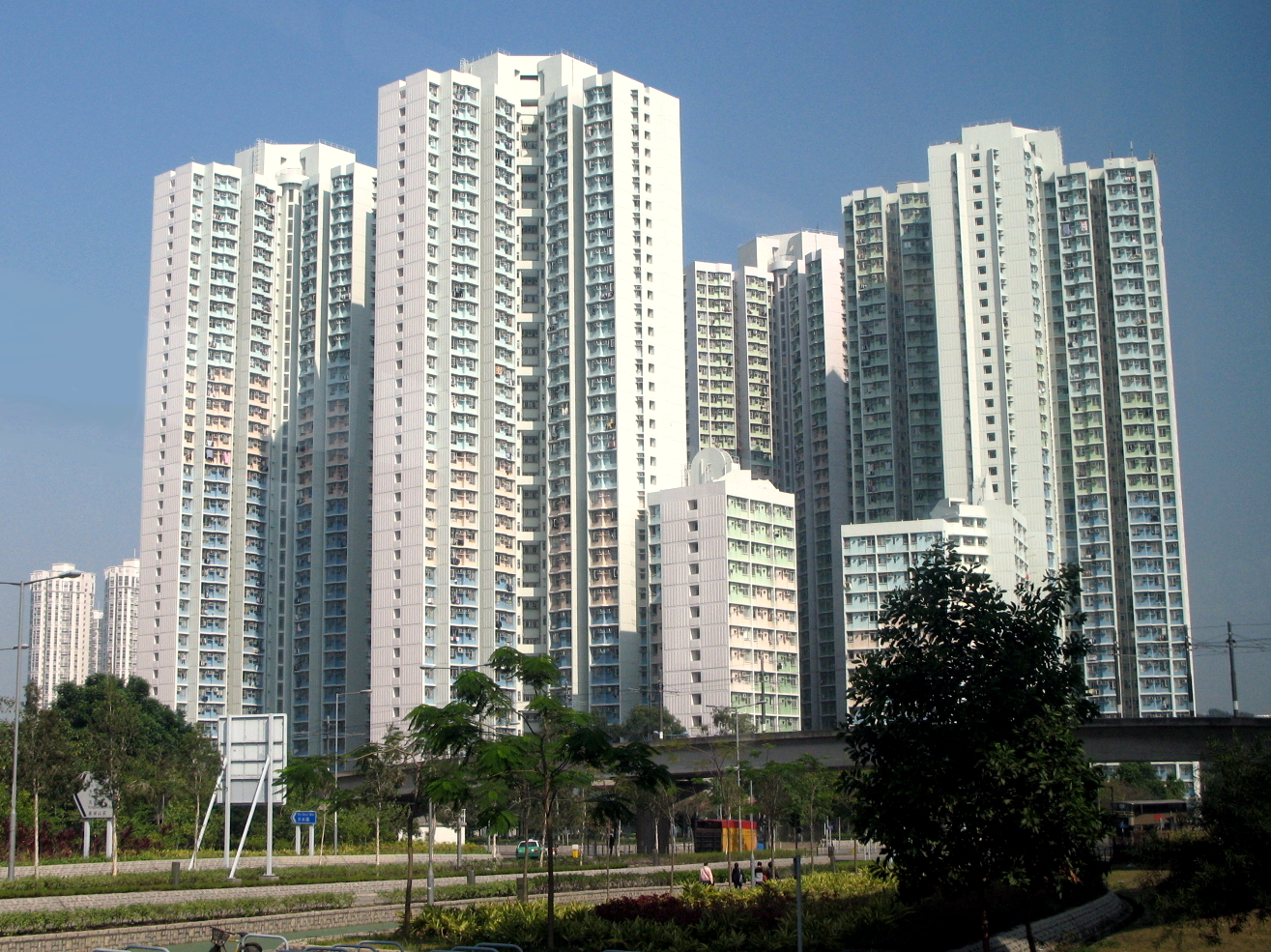
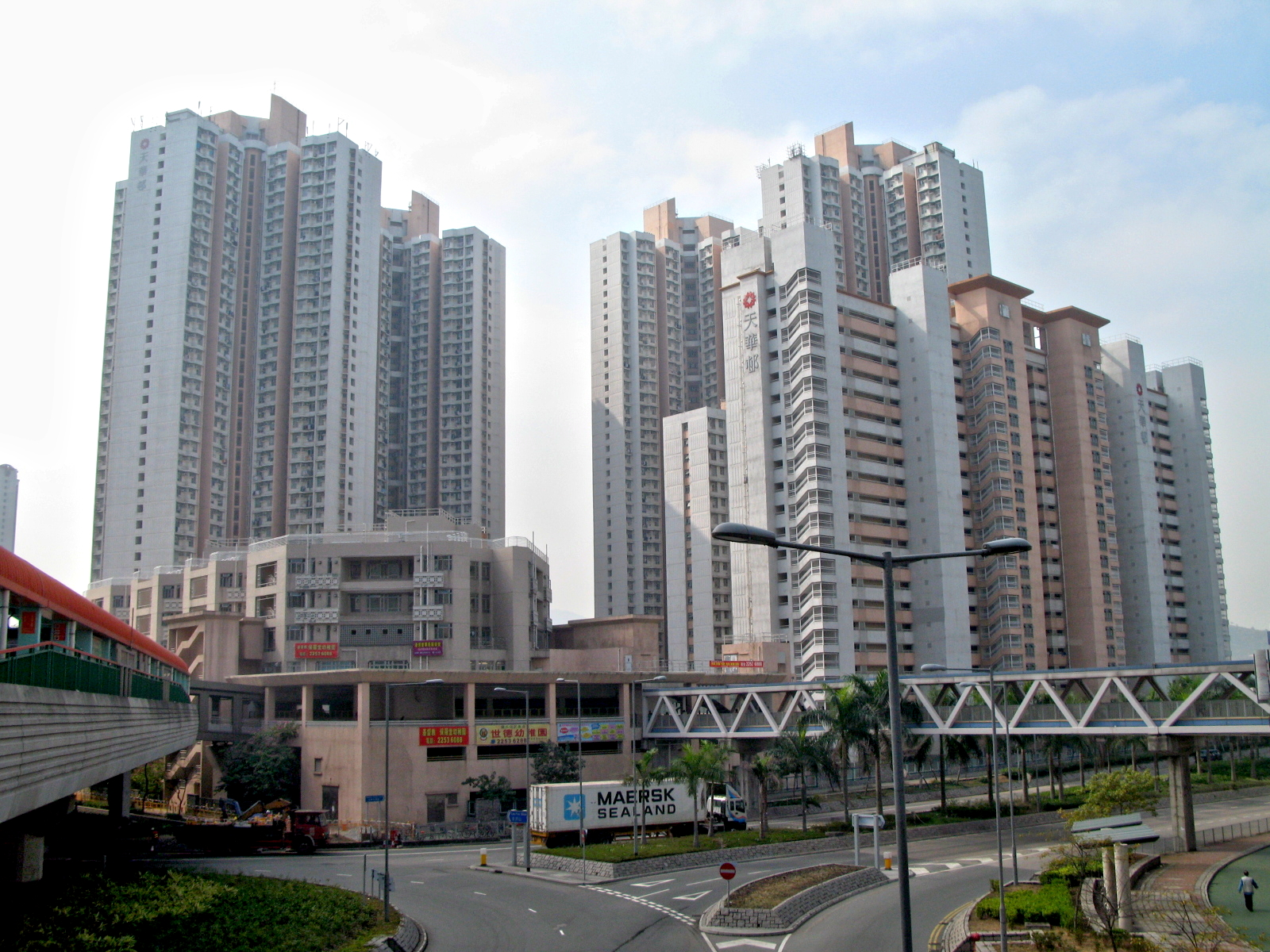
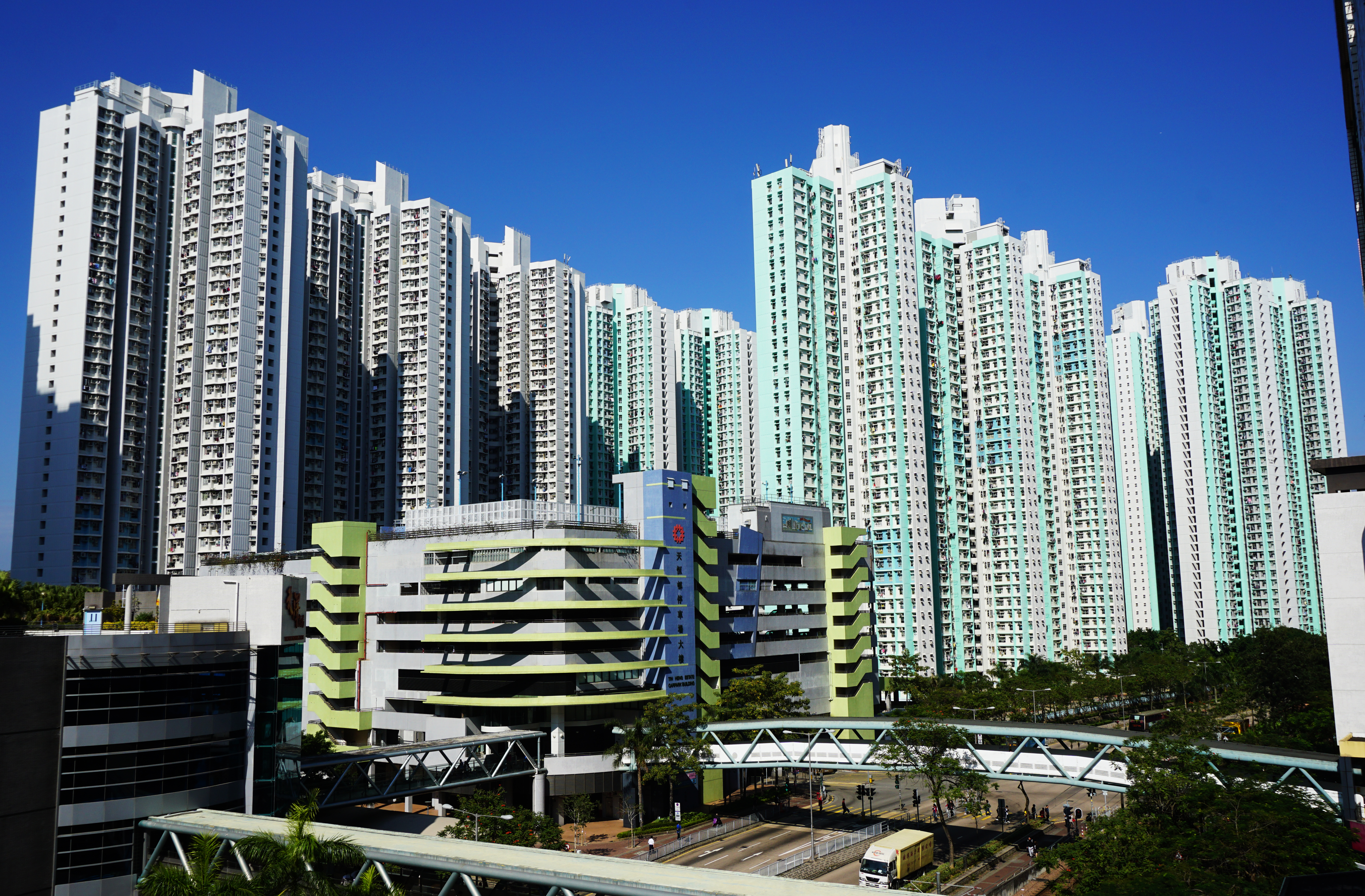
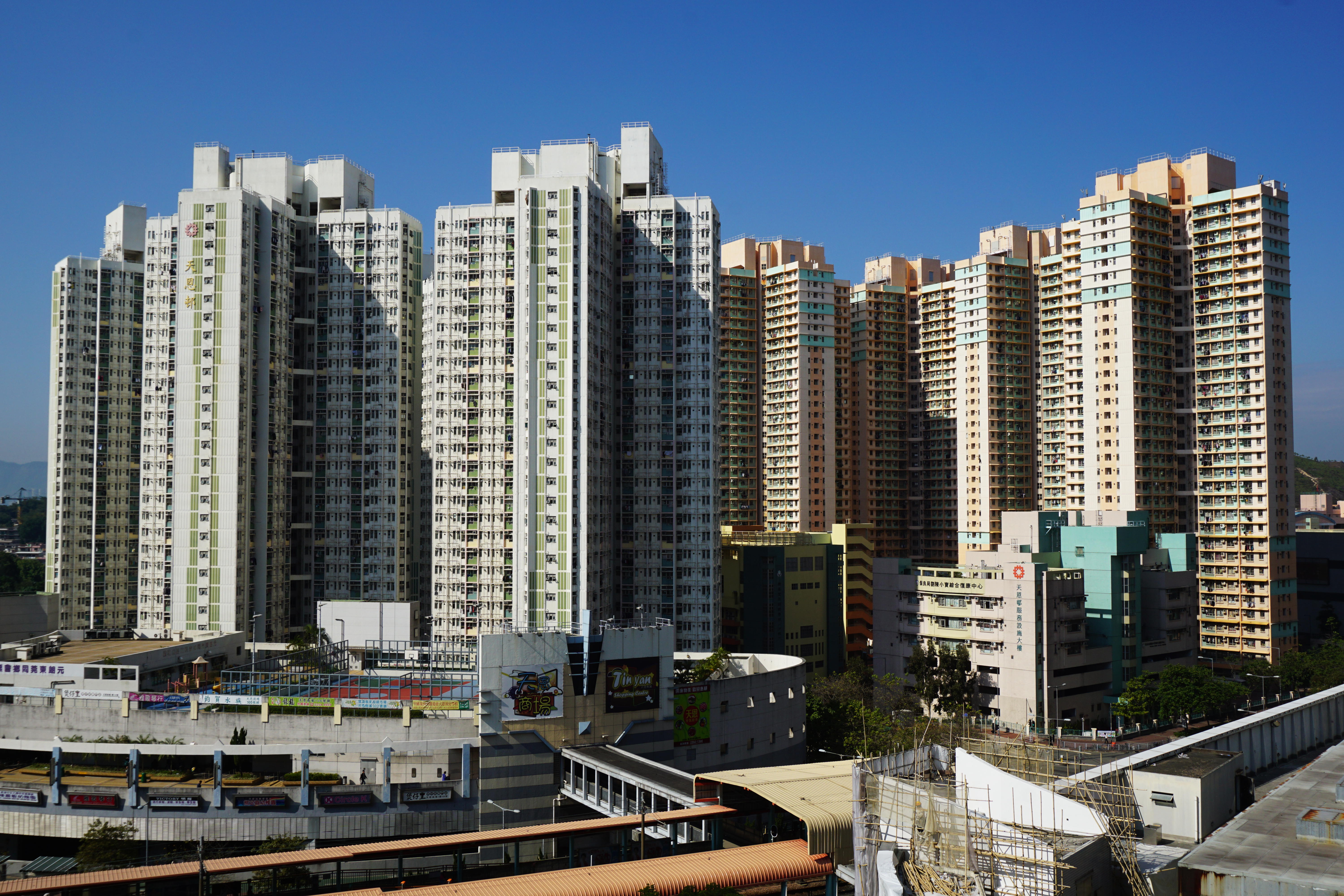
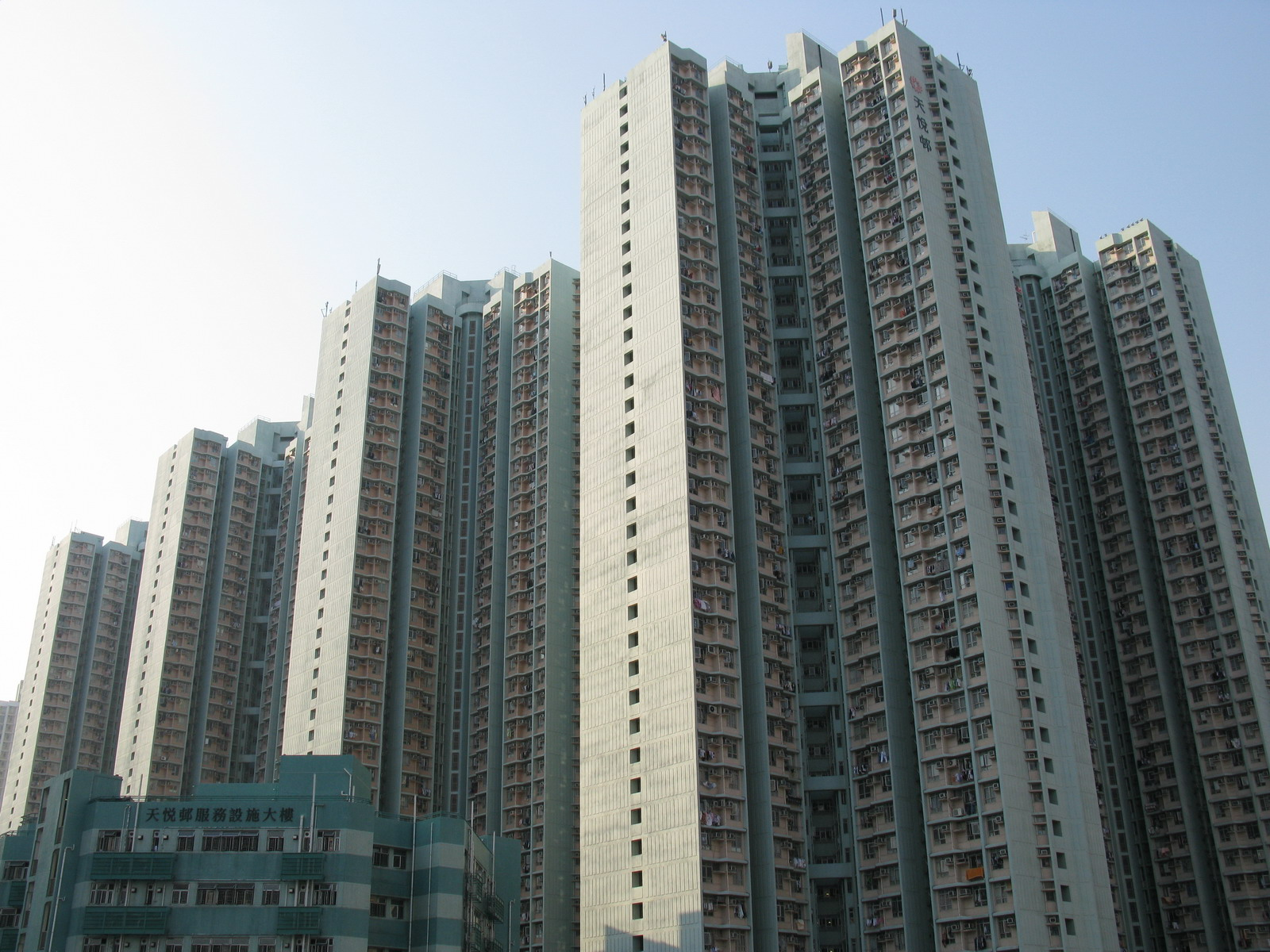
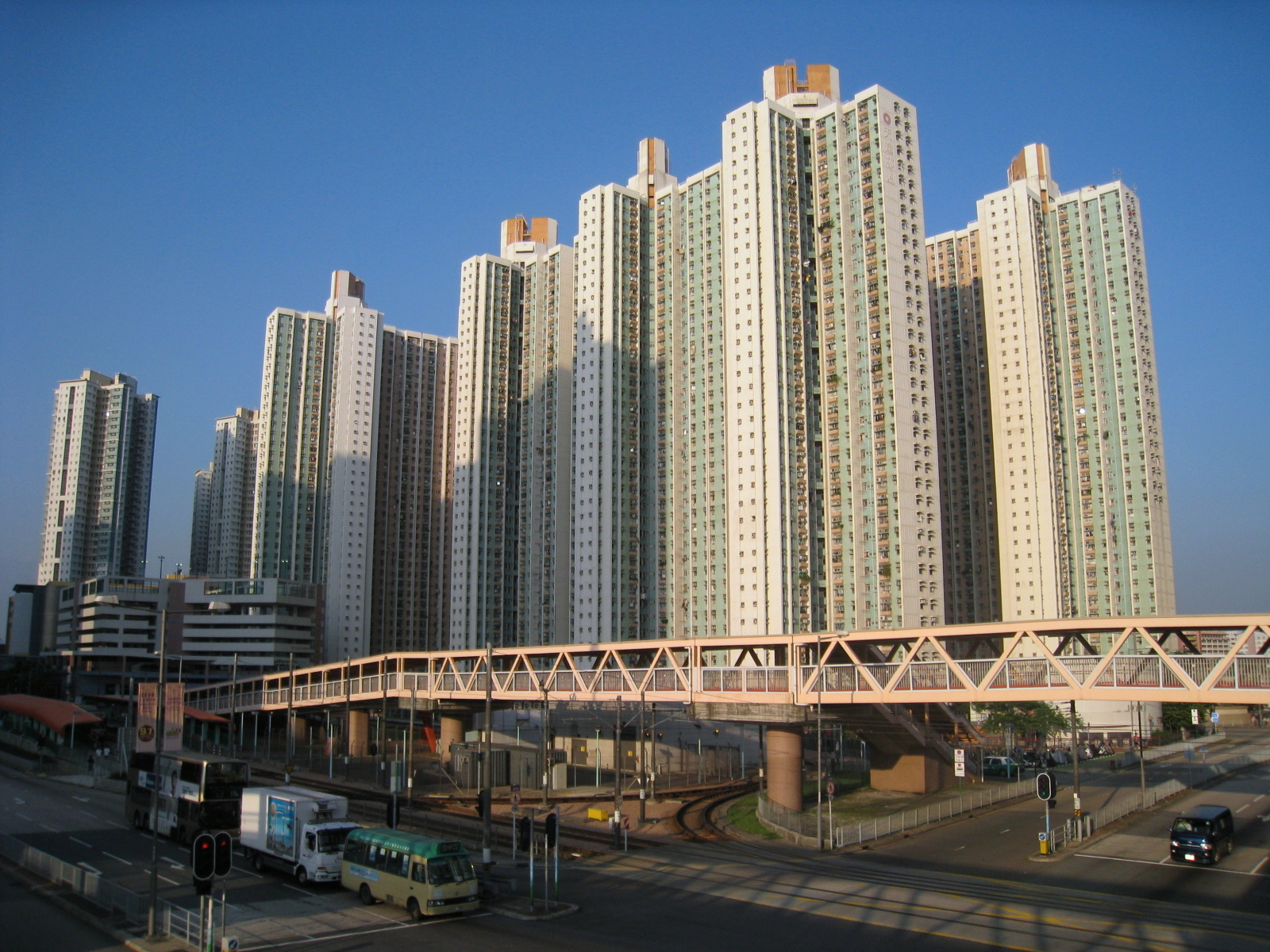
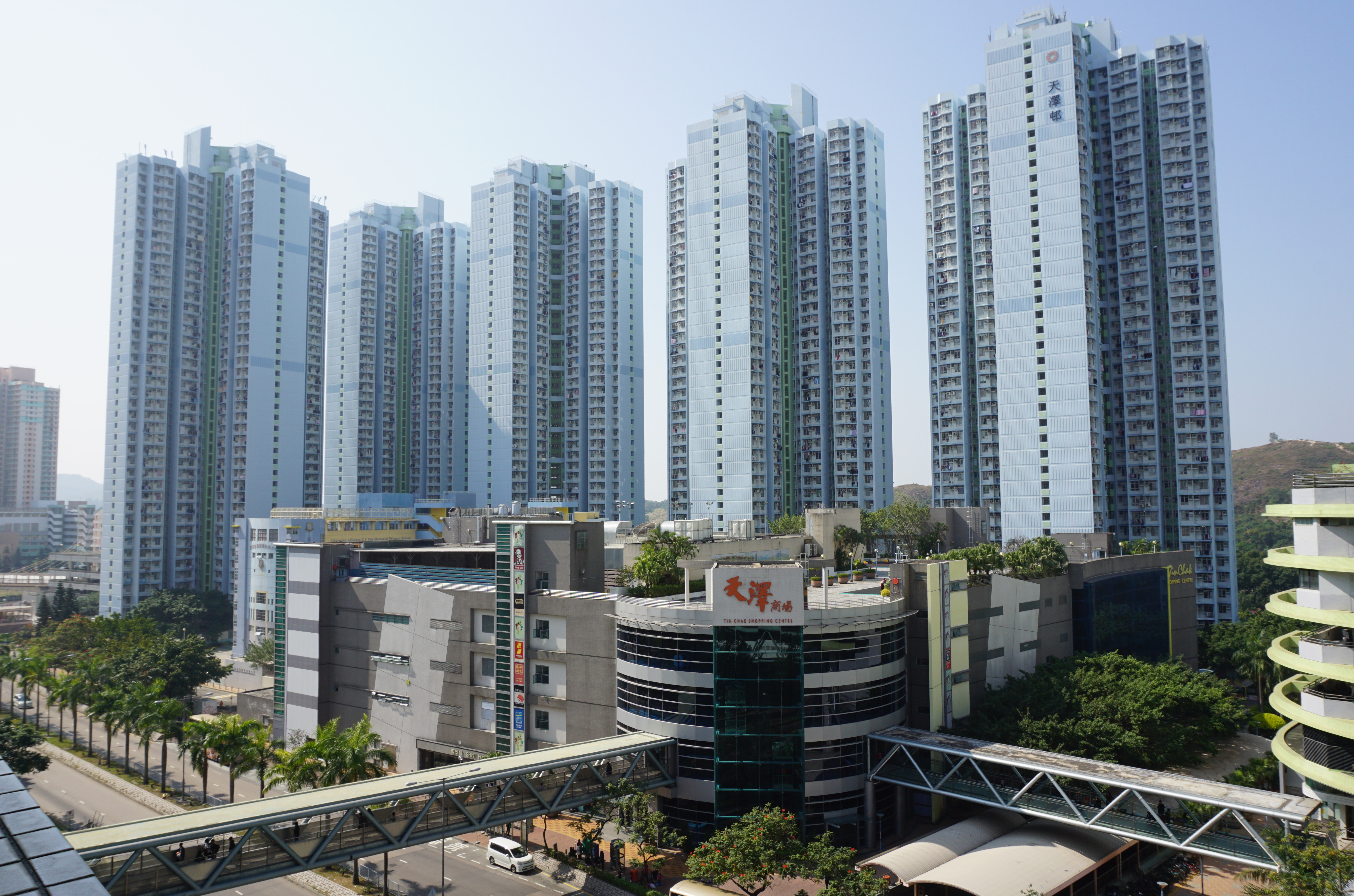
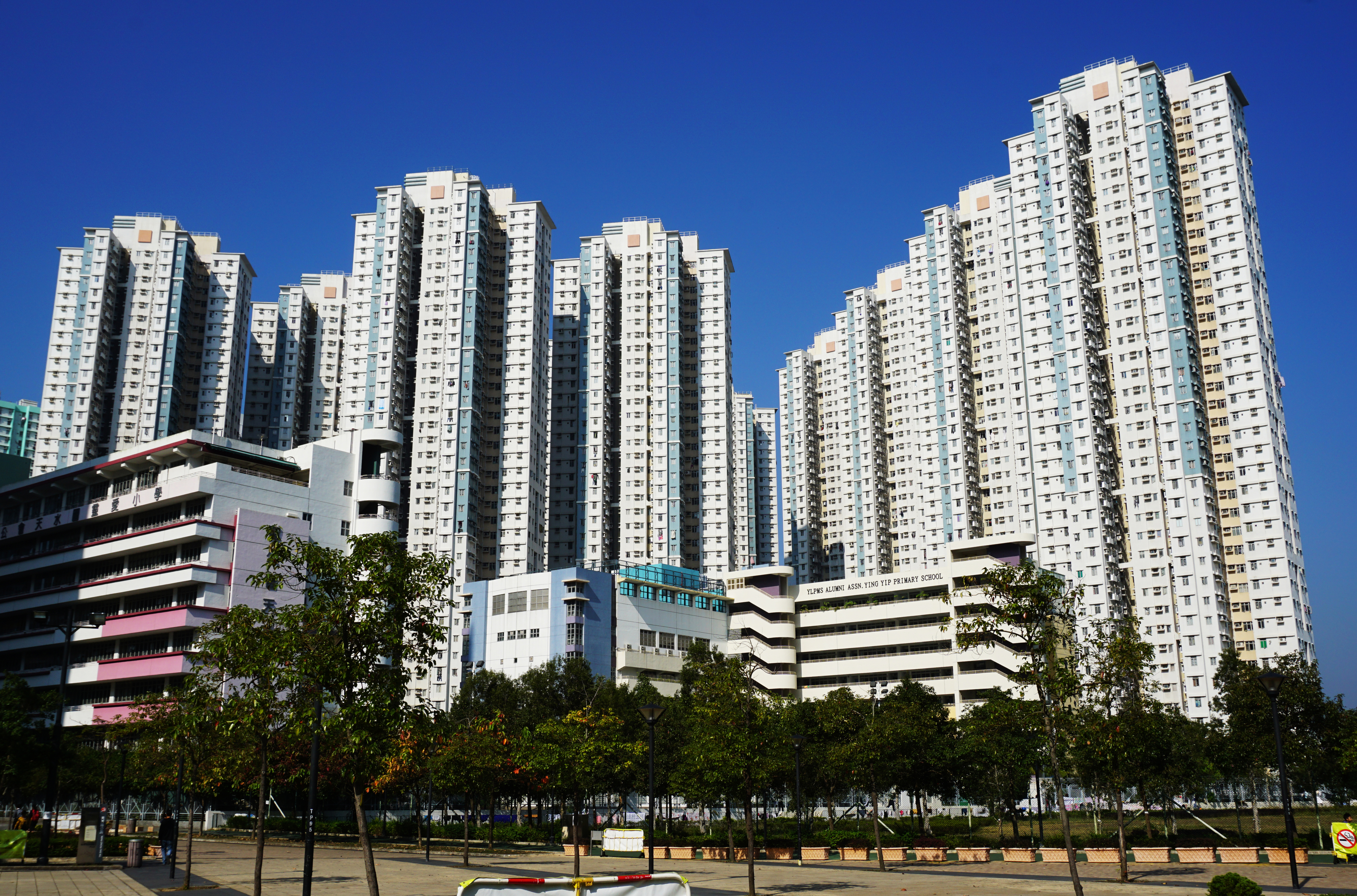
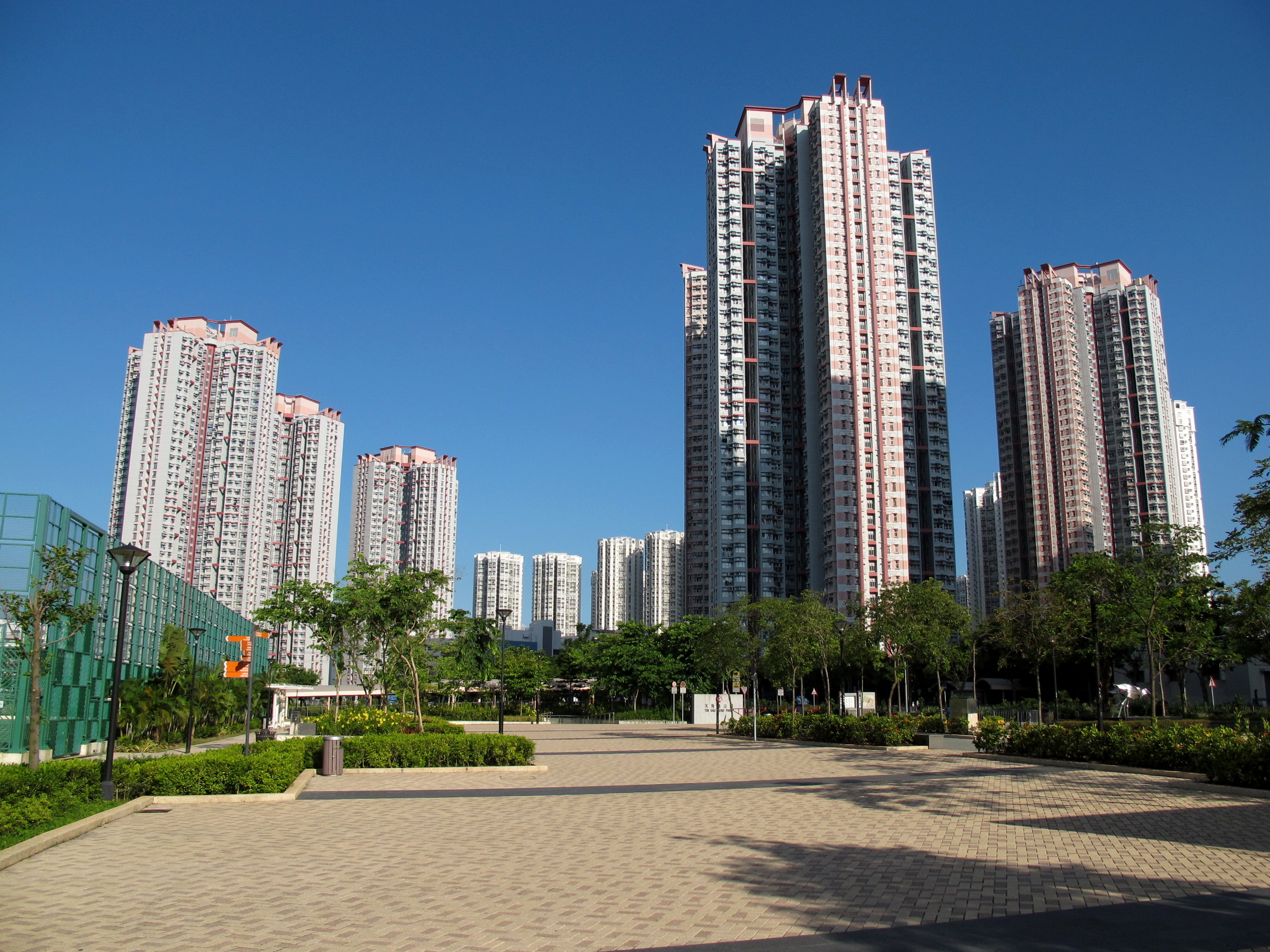